# Vřesová
Vřesová är en ort i Tjeckien.   Den ligger i regionen Karlovy Vary, i den västra delen av landet, 120 km väster om huvudstaden Prag. Vřesová ligger 483 meter över havet och antalet invånare är 504.
Terrängen runt Vřesová är varierad. Runt Vřesová är det ganska tätbefolkat, med 248 invånare per kvadratkilometer. Närmaste större samhälle är Karlovy Vary, 12,7 km öster om Vřesová. I omgivningarna runt Vřesová växer i huvudsak blandskog.